# Roberto Gabetti
Roberto Gabetti (Torino, 29 novembre 1925 – Torino, 5 dicembre 2000) è stato un architetto, urbanista e teorico dell'architettura italiano.

## Biografia

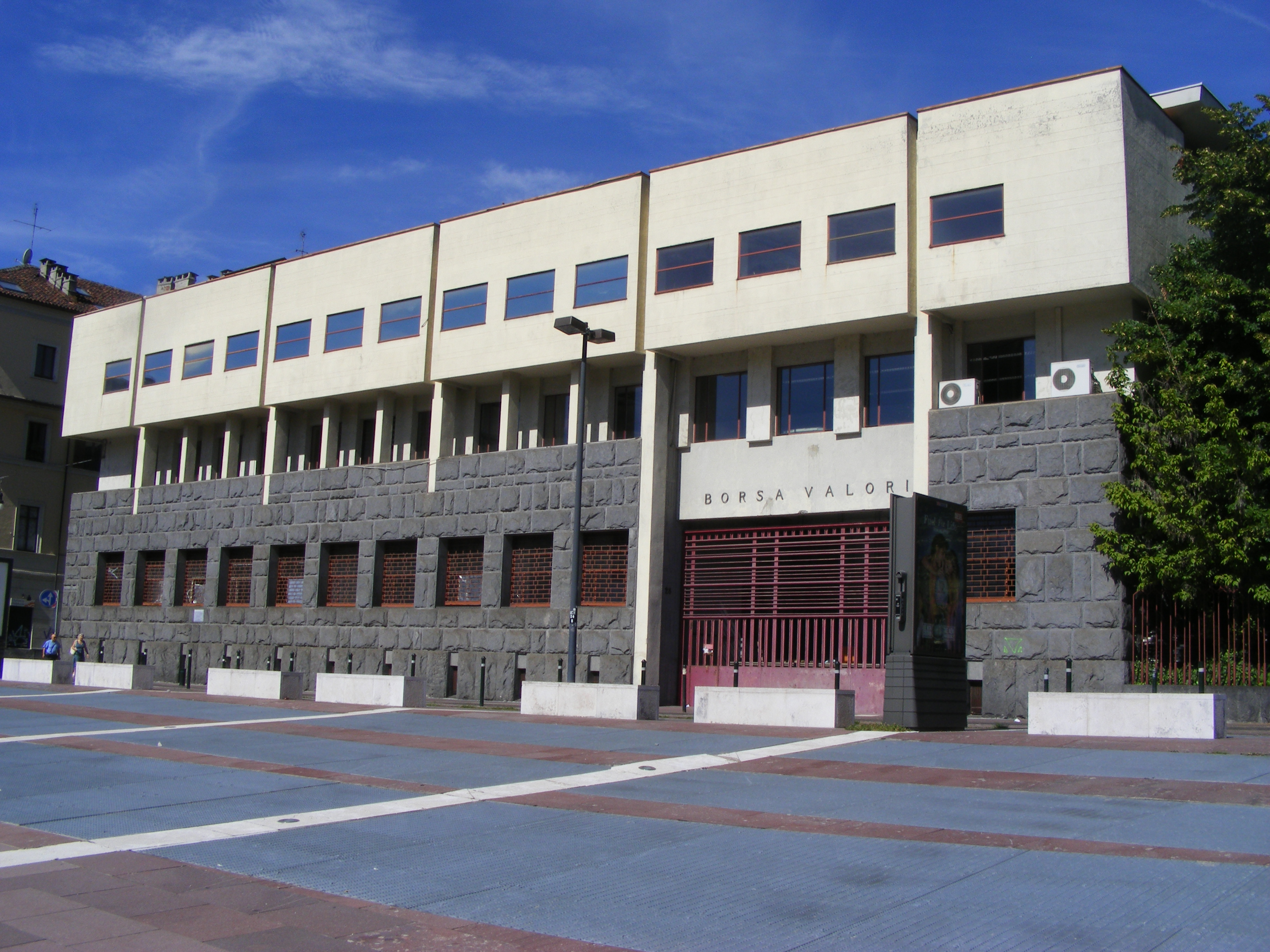
Palazzo della Borsa Valori di Torino

Si laureò in Architettura presso il Politecnico di Torino con Giovanni Muzio nel 1949. Per cinquant'anni fu docente presso il medesimo Politecnico prima come assistente di Scienza delle costruzioni (dal 1950), poi "aiuto" e assistente alla cattedra di Carlo Mollino (dal 1953) e quindi ordinario di Composizione architettonica (dal 1967).
Alla riforma dei modelli formativi e delle strutture della scuola torinese (come la Biblioteca centrale d'Architettura, di cui rimane Direttore sino al 1986), è dedicata una parte importante del suo impegno di insegnante e studioso.
Precoce fu l'inizio della sua attività progettuale. Insieme a Aimaro Oreglia d'Isola aprì uno studio d'architettura in Via Sacchi a Torino.
Tra le prime opere: il Palazzo della Borsa Valori di Torino e la Bottega di Erasmo (Torino, 1957 - 1959).
Fu il fondatore del neoliberty, attivo in una accesa polemica che porta all'attenzione internazionale l'architettura italiana e la sua presunta fuoriuscita dal Movimento Moderno. L'attività dello Studio Gabetti e Isola proseguì intensamente nei decenni successivi con una particolare attenzione alle sperimentazioni tecnologiche e con indifferenza ai pregiudizi ideologici e figurativi caratteristici di un'intera generazione.
Nel 1968 progetta, assieme a Isola, l'Unità residenziale Ovest di Ivrea.
Nel 1977 la rivista Controspazio dedicò un numero monografico alle opere dei due architetti torinesi che, per lo più costruite in Piemonte, avevano acquistato fama in Italia e all'estero.
Numerose monografie e due esposizioni nel 1996, presso la Basilica Palladiana di Vicenza e l'Institut français d'architecture di Parigi, consacrarono uno dei percorsi progettuali più originali della cultura italiana del secondo dopoguerra.
Sposato con Margherita Gromis di Trana, ebbe due nipoti, Andrea e Giulia Gabetti.

## Pubblicazioni
- Roberto Gabetti, Giuseppe Varaldo, Comunità, Chiese, culture, CELID, 2001, ISBN 88-7661-403-6.
- Roberto Gabetti, Torino Piemonte architetti, CELID, 2000, ISBN 88-7661-452-4.
- Roberto Gabetti, Carlo Olmo, Le Corbusier e «L'Esprit Nouveau», Elledici, 2000, ISBN 88-01-01897-5.
- Roberto Gabetti, Chiese per il nostro tempo, Torino, Einaudi, 1976, ISBN 88-06-43984-7.

## Riconoscimenti
Nel 1988 gli viene conferito dall'Accademia dei Lincei il Premio Feltrinelli ex aequo per l'Architettura.